# صاحبان (فیلم ۲۰۱۴)
صاحبان (به انگلیسی: The Owners) آن یک فیلم سینمایی کمدی-درام و کمدی سیاه قزاقستانی به کارگردانی آدیلخان یرژانوف محصول سال ۲۰۱۴ میلادی است. این فیلم در بخش سینمای معاصر جهان در جشنواره بین‌المللی فیلم تورنتو ۲۰۱۴ نیز به نمایش درآمد.

## بازیگران
- یربولات یرژان
- آیدین سخامان
- آلیا زینالوا